# Врховине (Лика)
Врховине су насељено мјесто и средиште истоимене општине у Лици, Личко-сењска жупанија, Република Хрватска.

## Географија
Налазе се на путу Оточац ― Кореница. Врховине су удаљене око 16 км источно од Оточца. Кроз Врховине пролази Личка пруга.

## Историја
До територијалне реорганизације у Хрватској насеље се налазило у саставу бивше општине Оточац. Врховине су се од распада Југославије до августа 1995. године налазиле у Републици Српској Крајини.

## Култура
У Врховинама је сједиште истоимене парохије Српске православне цркве. Парохија Врховине припада Архијерејском намјесништву личком у саставу Епархије Горњокарловачке. У Врховинама се налази храм Српске православне цркве Св. Архангела Михаила и Гаврила саграђен 1764. године, обновљен 1973. године, а оштећен 1995. године. Парохију сачињавају: Врховине, Дуги До и Рудопоље.

## Становништво
По попису из 2001. године, насеље Врховине је имало 451 становника. По попису из 1991. године, само мјесто Врховине имало је 873 становника, од чега 742 (84,99%) су били Срби. Данас је већина становништва у избјеглиштву, највише у Србији, али и широм свијета. Врховине су према попису из 2011. године имале 465 становника.
| Националност       | 1991. | 1981. | 1971. | 1961. |
| Срби               | 742   | 722   | 847   |       |
| Хрвати             | 65    | 76    | 143   |       |
| Југословени        | 24    | 128   | 6     |       |
| остали и непознато | 42    | 25    | 9     |       |
| Укупно             | 873   | 951   | 1.005 | 1.144 |

| Демографија | Демографија | Демографија |
| Година      | Становника  | Становника  |
| ----------- | ----------- | ----------- |
| 1961.       | 1.144       |             |
| 1971.       | 1.005       |             |
| 1981.       | 951         |             |
| 1991.       | 873         |             |
| 2001.       | 451         |             |
| 2011.       |             | 465         |

### Попис 1991.
На попису становништва 1991. године, насељено место Врховине је имало 873 становника, следећег националног састава:
| Попис 1991.‍  | Попис 1991.‍  | Попис 1991.‍ | Попис 1991.‍ | Попис 1991.‍ |
| ------------ | ------------ | ----------- | ----------- | ----------- |
|              |              |             |             |             |
| Срби         | Срби         |             | 742         | 84,99%      |
| Хрвати       | Хрвати       |             | 65          | 7,44%       |
| Југословени  | Југословени  |             | 24          | 2,74%       |
| Грци         | Грци         |             | 1           | 0,11%       |
| Македонци    | Македонци    |             | 1           | 0,11%       |
| Словенци     | Словенци     |             | 1           | 0,11%       |
| остали       | остали       |             | 28          | 3,20%       |
| неопредељени | неопредељени |             | 10          | 1,14%       |
| непознато    | непознато    |             | 1           | 0,11%       |
| укупно: 873  |              |             |             |             |